# 拓跋晃

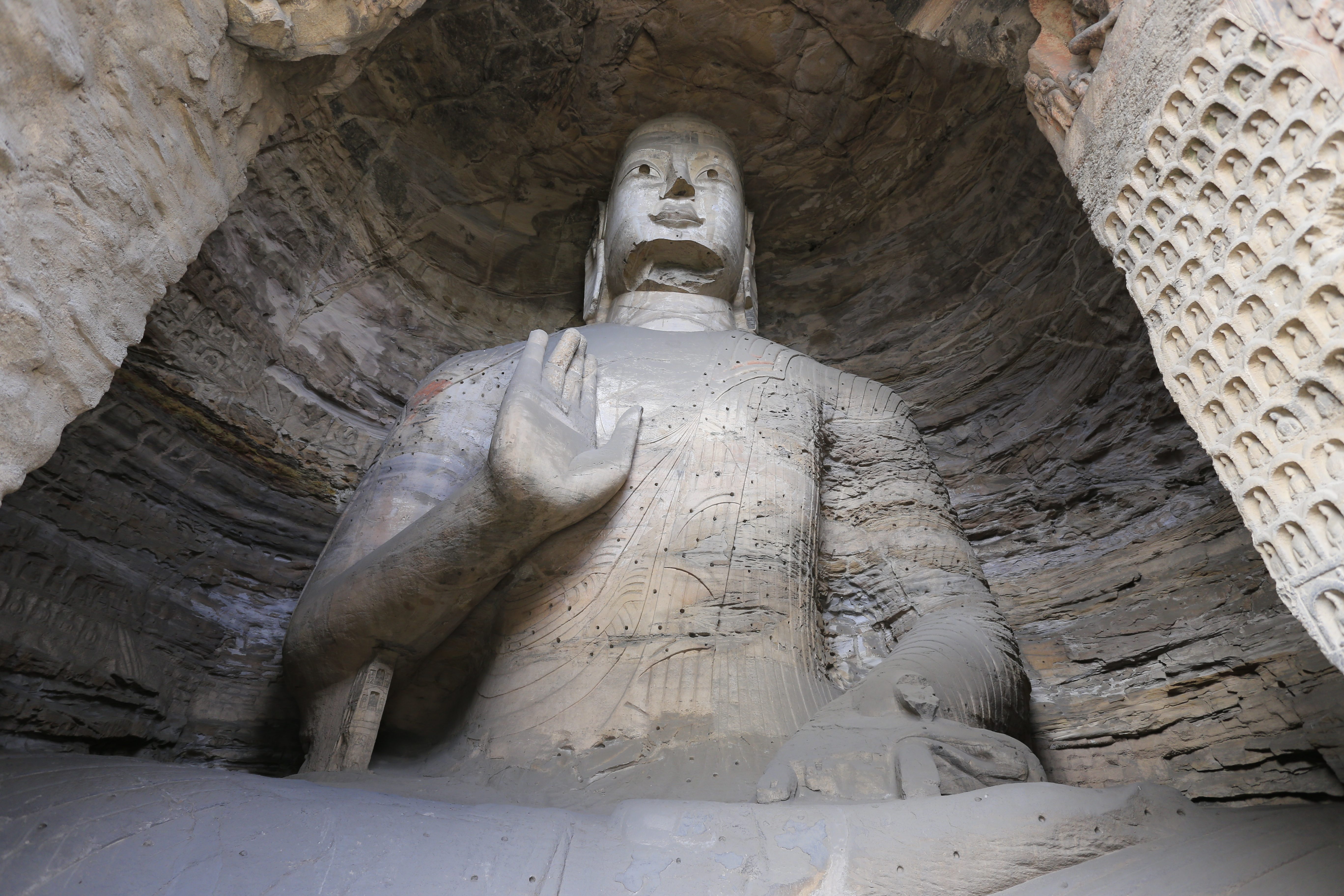
云冈石窟第十七窟造像以景穆太子为原型

拓跋晃（428年—451年7月29日），鮮卑名天真，北魏太武帝拓跋焘的长子，母贺夫人。文成皇帝拓跋的父亲。太武帝在位期間立為皇太子，死後獲諡為景穆太子，文成帝即位後追尊他為景穆皇帝。

## 生平
拓跋晃出生于428年。拓跋晃聰明且學習能力高，學過的東西都能牢記在心。太武帝在延和元年正月丙午日（432年2月17日）立時僅五歲的拓跋晃為皇太子。隨著拓跋晃漸漸長大，都通曉了他愛讀的經史典籍的文義，這令太武帝甚為欣賞。太延二年（436年）太武帝領兵滅北燕時就讓拓跋晃錄尚書事，至太延五年 （439年）統軍滅北涼時更下詔命拓跋晃監國。
在朝廷討論是否出兵北涼的時候，奚斤等眾多大臣聯合上表反對出兵，理據除了認為朝廷已經征伐過多令士馬疲累外，還包括涼州沒水草資源，一旦北涼嬰城固守魏軍在當地就得不到補給。曾多次出使北涼的李順力証涼州無水草之說，這就與力主出兵的司徒崔浩和他爭論，而拓跋晃當時亦懷疑李順的說法，並顯然於色。最終太武帝堅持出兵，在兵臨姑臧城後發現當地水草資源十分豐富，遂寫信給拓跋晃記敍他所見的景象，更在信中表示那裹的植被資源能讓大軍吃上數年。拓跋晃得信後與其東宮屬官們不點名批評多次到涼州卻上報不實消息的李順不忠。
太平真君四年（443年），拓跋晃隨太武帝出兵柔然，在兵臨鹿渾谷時柔然部眾陷入驚恐慌亂中，此時拓跋晃建議大軍乘對方未有防備而從速進攻，但尚書令劉潔卻認為現場揚起的大片塵土反映柔然兵多，擔憂大軍攻至平地區域時會被柔然圍攻，於是堅決反對拓跋晃的提議。拓跋晃表示塵土乃因柔然部眾驚擾慌亂而產生，但太武帝認為劉潔的顧慮有理，還是沒有立即進攻，終讓柔然部眾得以逃走遠去。後來太武帝從俘獲的柔然斥候騎兵口中証明了拓跋晃所言是真的，大感後悔。這件事以後，拓跋晃在軍國大事上的建議大多都獲接納，並獲得參與日常重要政務的資格。太武帝更在太平真君五年（444年）首次讓太子總百揆，而由穆壽、崔浩、張黎及古弼輔助太子理政。
拓跋晃在監國期間曾下令課稅當局對五人以下貧窮家庭以「人牛力相貿」為原則，舉例有牛的家庭讓他們的牛為無牛的家庭種二十二畝田，無牛的家庭就以人力替有牛家種七畝田作回報；老弱家庭就由有牛家庭為他們種七畝田，老弱家就種二畝作回報。並且要在戶籍簿錄中明確記載家庭人口數目及建議種田的畝數，更要在田地上寫明種田者的姓名，以分辨誰種了田。而他又有推行禁止飲酒、雜耍和不種田而專門營商的行為，種種措施令到當時北魏開墾的田地大幅增加。
太平真君七年（446年），太武帝統兵鎮壓蓋吳起義，期間發現長安僧人們不但收藏大量弓矢兵器，有與蓋吳通謀之嫌，更私自釀酒、為富人託管財寶及設窟室供人行淫等不法之事，遂在崔浩建議下大舉滅佛。時於平城監國的拓跋晃亦受命執行，雖然他再三上表請求不要誅殺僧人及摧毀佛像，並言只封寺廟讓建築自然失修毀壞，但太武帝堅持嚴厲措施除滅佛教。一向信佛的拓跋晃無奈執行，但仍然故意拖延實施，好讓僧人們有時間逃亡及收藏好佛像器物。
不過，拓跋晃後來卻和東宮左右過於親近，並且營建田地和莊園以圖私利。曾經到東宮教授拓跋晃經書的高允就進言勸諫，建議拓跋晃遠離小人，親近忠良；並且將田地都分給窮人，結束買賣牲畜的生意。但諫言都不獲接納。
正平元年六月戊辰（451年7月29日），拓跋晃去世，享年二十四歲，葬於金陵，獲追諡為景穆太子。次年，其子文成皇帝拓跋即位，追尊拓跋晃为景穆皇帝，庙号恭宗。

## 死亡原因
按《魏書·宗愛傳》，由於拓跋晃監國期間精細明察地理政，故此多有非法行為的中常侍宗愛就令拓跋晃很不滿。同時給事仇尼道盛和侍郎任平城都在東宮做事，稍有弄權的行為，並為太武帝所知。由於宗愛與仇尼道盛及任平城關係也不好，宗愛擔憂道盛等人會找自己的罪証對付他，於是先下手誣陷二人。拓跋燾大怒之下下詔於平城街中將仇尼道盛及任平城處斬，拓跋晃亦因而憂死。事後太武帝思念太子，宗愛怕會被殺，就弒太武帝。然而《宋書·索虜傳》卻記載拓跋晃在太武帝反攻南朝宋期間擅自抄掠營壘的事被太武帝知道後更圖殺太武帝，太武帝回軍時就詐死騙拓跋晃前來迎喪，並派人在迎喪路上抓住他，回平城後用鐵籠囚禁他，不久更殺了他；《南齊書·索虜傳》亦有載拓跋晃因謀殺太武帝而被其殺死，另還記載稱拓跋晃與崔浩及寇謙之不和，二人甚至曾中傷拓跋晃，而拓跋晃請玄高道人為己祈福共七日七夜後拓跋燾夢到祖父拓跋珪怒斥他相信䜛言而想傷害太子，遂下詔日後事無大小都要先經過太子才上奏給他。司馬光於《資治通鑑考異》中又引《宋略》言「燾既南侵，晃淫于內，謀欲殺燾。燾知之，烕而詐死，召晃迎喪。晃至，執之，罩以鐵籠，捶之三百，曳于叢棘以殺焉。」但表明這些記載皆「江南傳聞之誤」，故《資治通鑑》全面取信於《魏書》的版本。但近代有歷史學者卻認為這些「江南傳聞」卻有可取信之處，如與《魏書》諸傳所載結合顯示到拓跋晃為當時鮮卑代人大族勢力的首領，並與崔浩世族力量的政治對立情況，並成為崔浩因國史之獄而被誅的其中一個重要因素。這亦顯示拓跋晃監國之下已經建立到一個以其為首的政治集團，並與身為皇帝的拓跋燾政治力量出現矛盾。又據《魏書·世祖紀》載太武帝回軍時於二月駐魯口時有「皇太子朝於行宮」的記載，至三月「車駕至自南伐」時已回平城，時間上可印証《宋書》所言屬實可靠，僅「大加檢掠」一事應當置於拓跋燾回平城後。

## 家庭

### 妻妾
- 斛律昭仪[15]
- 郁久闾氏，拓跋生母，追封景穆恭皇后
- 袁椒房，生阳平幽王拓跋新成
- 尉椒房，生京兆康王拓跋子推、济阴王拓跋小新成
- 阳椒房，生汝阴灵王拓跋天赐
- 孟椒房，生任城康王拓跋云
- 刘椒房，生南安惠王拓跋桢、城阳康王拓跋长寿
- 慕容椒房，生章武敬王拓跋太洛
- 尉椒房，生乐陵康王拓跋胡儿
- 孟椒房，生安定靖王拓跋休
- 張黃龍[16]，後賜給陸麗

### 子女
- 魏文成帝拓跋濬
- 拓跋新成，北魏征西大将军、内都大官、阳平幽王
- 拓跋子推，北魏侍中、征南大将军、开府仪同三司、青州刺史、京兆康王
- 拓跋小新成，第三子，北魏征东大将军、外都大官、济阴宣王
- 拓跋天賜，北魏汝阴灵王
- 拓跋萬壽，北魏征北大将军、乐良厉王
- 拓跋洛侯，北魏广平殇王
- 拓跋雲，北魏使持节、都督陕西诸军事、征南大将军、长安镇都大将、雍州刺史、任城康王
- 拓跋楨，第十一子，北魏南安惠王
- 拓跋長壽，北魏征西大将军、沃野镇都大将、城阳康王
- 拓跋太洛，北魏章武敬王
- 拓跋胡兒，北魏乐陵康王
- 拓跋休，北魏侍中、征北大将军、太傅、大司马、安定靖王
- 拓跋深，北魏赵王
- 拓跋某，北魏燕郡恭王[17]
- 章武公主，长女，先嫁穆泰，后改嫁房菩萨[18]
- 安乐公主，嫁乙归[19][20]
- 博陵公主
- 乐平公主，嫁给柔然可汗的儿子，生安固伯闾世颖[21]

## 影视形象
| 劇名                         | 演員   |
| 《北魏冯太后》(2006年電視劇) | 吕一丁 |
| 《錦繡未央》(2016年電視劇)   | 王羽峥 |

## 延伸阅读
[在维基数据编辑]
 《魏書/卷4下》，出自魏收《魏书》
 《北史·卷002》，出自李延壽《北史》

## 外部連結
- 曹仕邦：〈太子晃與文成帝—─英年早逝的天才父子政治家大力推廣佛教於北魏的功勳及其政治目的 （页面存档备份，存于）〉。